# 100mm protiletadlový kanón typu 98
100mm protiletadlový kanón typu 98 byl japonský víceúčelový kanón s hlavní délky 65 ráží z druhé světové války. Existoval ve dvou provedeních jako Model Typ 1 a Model Typ 12, která se lišila provedením hlavně. V dvouhlavňovém uspořádání jej nesly torpédoborce třídy Akizuki (4 věže hlavní baterie), letadlová loď Taihó (6 věží) a lehký křižník Ójodo (4 věže sekundární baterie). Rovněž plánovaný (ale nerealizovaný) projekt bitevního křižníku projektu B-65 měl nést osm dvouhlavňových věží. Koncem války se též montoval do palpostů na pobřeží kvůli očekávané invazi.

## Popis

### Lafetace
Na lodích japonského císařského námořnictva se 100mm kanón typu 98 používal v dvouhlavňových elektro-hydraulických věžích Model A na třídě Akizuki a Model A-1 na Taihó a Ójodo. Osy obou děl byly od sebe vzdáleny 66 cm a hlavně měly náměr v rozsahu -10° až +90°. Zbraň bylo možno nabíjet při libovolné elevaci, což bylo důležité zejména při protiletadlové palbě.

### Systém řízení palby
Japonské lodě používaly k řízení palby 100mm kanónů typu 98 metodu centrálního řízení palby „sleduj zaměřovač“ (cuibi haššin, follow the pointer) založenou na systému řízení protiletadlové palby typu 94 (94式高射装置 94-šiki kóša sóči) – viz systém řízení palby 127mm kanónů typu 89.
Pokud nebylo možné (např. z důvodu poškození) použít centrální řízení palby, mohly být kanóny zaměřovány pomocí optického zaměřovače kombinovaného s balistickým počítačem, který vycházel z francouzského zaměřovače „L.P.R.“ (tj. Le Prieur), a který se nacházel přímo v dělové věži. Tento lokální zaměřovač byl ale relativně složitý na výrobu, proto byly koncem války kanóny vybavovány jednoduššími lokálními zaměřovači.

## Hodnocení
100mm kanón typu 98 je považován za nejlepší japonský protiletadlový kanón za druhé světové války. Jeho nevýhodou byla krátká životnost hlavně: 350 až 400 výstřelů. Pro srovnání: japonský 127mm protiletadlový kanón typu 89 měl životnost hlavně až 1500 výstřelů a německý 10,5 cm/65 SK C/33 až 2950. Příčinou byla vyšší úsťová rychlost a větší kadence, než u zmiňovaných dvou konkurentů.
Druhou nevýhodou bylo, že Japonci až do konce války nedokázali nasadit radarem zaměřovaný systém řízení palby, takže zaměřování protiletadlových děl se provádělo jenom pomocí optického zaměřovače.